# Giovanni Maria Francesco Rondani
Giovanni Maria Francesco Rondani, italijanski slikar, * 1490, † 1550.